# Românii au talent
Românii au talent este o emisiune de televiziune care a debutat la postul de televiziune Pro TV în februarie 2011. Proiectul este o franciză Got Talent, program de televiziune de tip concurs reality television, dezvoltat de compania britanică Simco Limited, și îi are ca gazde pe Smiley și Pavel Bartoș. Juriul emisiunii este compus din Andi Moisescu, Andra, Dragoș Bucur și Mihai Bobonete. Marele premiu este în sumă de 120.000 de euro. Prima emisiune a stabilit un record absolut în domeniul emisiunilor de divertisment din România, peste 4 milioane de telespectatori din întreaga țară urmărind emisiunea.

## Sezonul 1 (2011)
| Legendă | Ales de public prin vot | Votul juriului |

| Loc | Artist                   | Domeniu                    |
| --- | ------------------------ | -------------------------- |
| 1   | Narcis Ianău             | Muzică de operă            |
| 2   | Ballance                 | Gimnastică                 |
| 3   | Luca Emil & Luca Viorica | Dans tradițional (piruete) |

| Loc | Artist                         | Domeniu       |
| --- | ------------------------------ | ------------- |
| 1   | Adrian Țuțu                    | Muzică (Rap)  |
| 2   | Cristina Bondoc și Alina Dinca | Muzică ușoară |
| 3   | Akikai                         | Arte marțiale |

| Loc | Artist          | Domeniu             |
| --- | --------------- | ------------------- |
| 1   | Ștefan Florescu | Jonglerii cu mingea |
| 2   | Cosmin Agache   | Beatbox             |
| 3   | Rebeca Neacșu   | Muzică de operă     |

| Loc | Artist        | Domeniu           |
| --- | ------------- | ----------------- |
| 1   | Valentin Dinu | Muzică ușoară     |
| 2   | Valentin Luca | Trucuri de barman |
| 3   | Medea         | Dans la bară      |

| Loc | Artist        | Domeniu         |
| --- | ------------- | --------------- |
| 1   | Adrian Țuțu   | Rap             |
| 2   | Narcis Ianău  | Muzică de operă |
| 3   | Valentin Dinu | Muzică ușoară   |

## Sezonul 2 (2012)
Pro TV a păstrat în Sezonul 2 aceleași elemente pe care le-a avut în Sezonul 1, și anume componența juriului și a prezentatorilor. La prima ediție din sezon, show-ul a avut o audiență mai mare decât în sezonul precedent, înregistrând 21,8 puncte de rating în comparație cu 18 puncte în aceiași perioadă a sezonului trecut.

### Audițiile
Audițiile au fost extinse la încă 2 orașe: Iași și Craiova, pe lângă orașele din sezonul precedent: Constanța, Timișoara, București și Cluj-Napoca. Audițiile au avut loc în lunile august și septembrie 2011.
Primul episod a fost difuzat pe data de 17 februarie 2012 și a fost, din nou, un mare hit pentru Pro TV. A fost decis să se difuzeze 7 episoade destinate audițiilor în loc de 6, așa cum a fost până acum. De asemenea, numărul participanților a fost mărit, de la 48 la 60. Sunt 5 semifinale, 3 participanți se califică pentru finală, 2 votați de către spectatori, prin SMS, și 1 de către juriu.
Prezentatori : Smiley si Pavel Bartos

### Rezultate
| Legendă | Ales de public prin vot | Votul juriului |

| Rank | Artist                      | Act                        |
| ---- | --------------------------- | -------------------------- |
| 1    | X-Treme Brothers            | Echilibristică             |
| 2    | Loredana & Cristian Fieraru | Solistă/cântăreț la țambal |
| 3    | Aset Crew                   | Trupă de dans              |

| Rank | Artist              | Act            |
| ---- | ------------------- | -------------- |
| 1    | Răzvan "Krem" Alexe | Rap            |
| 2    | Vasile Godja        | Violonist folk |
| 3    | Gigel Frone         | Cântăreț       |

| Rank | Artist          | Act                    |
| ---- | --------------- | ---------------------- |
| 1    | Cristian Gog    | Iluzionism (mentalism) |
| 2    | Trio Zamfirescu | Cântăreți la chitară   |
| 3    | BarSession      | Barmani                |

| Rank | Artist                | Act                          |
| ---- | --------------------- | ---------------------------- |
| 1    | Soare Aurelian Marian | Cântăreț vocal               |
| 2    | Oana Lianu            | Cântăreață la nai și solistă |
| 3    | Lil Motion            | Trupă de dans                |

| Loc | Artist          | Domeniu                |
| --- | --------------- | ---------------------- |
| 1   | Cristian Gog    | Iluzionism (mentalism) |
| 2   | Mihai Petraiche | Dansator robot         |
| 3   | Cristian Leana  | Cuburi rubik           |